# Regeringen Atli Dam IV
Atli Dams fjerde regering var Færøernes regering fra den 10. januar 1985 til den 5. april 1988. Den var en centrum-venstrekoalition mellem Javnaðarflokkurin (JF), Tjóðveldisflokkurin (TF), Sjálvstýrisflokkurin (SF) og Kristiligi Fólkaflokkurin (KrF), ledet af Atli Dam (JF).
|                                                    | Minister              | Parti | Fra             | Til           |
| -------------------------------------------------- | --------------------- | ----- | --------------- | ------------- |
| Lagmand                                            | Atli Dam              | JF    | 10. januar 1985 | 5. april 1988 |
| Vicelagmand                                        | Jógvan Durhuus        | TF    | 10. januar 1985 | 5. april 1988 |
| Ministerium                                        | Minister              | Parti | Fra             | Til           |
| Landbrugs-, skole-, energi- og sundhedsministeriet | Jógvan Durhuus        | TF    | 10. januar 1985 | 5. april 1988 |
| Industri- og justisministeriet                     | Vilhelm Johannesen    | JF    | 10. januar 1985 | 5. april 1988 |
| Finans-, økonomi- og miljøministeriet              | Jóngerð Purkhús       | TF    | 10. januar 1985 | 5. april 1988 |
| Kultur-, kommunikations- og trafikministeriet      | Lasse Klein           | SF    | 10. januar 1985 | 5. april 1988 |
| Social- og kommunalministeriet                     | Niels Pauli Danielsen | KrF   | 10. januar 1985 | 5. april 1988 |

## Eksterne links
- Lagmænd og regeringer siden 1948 Arkiveret 6. oktober 2014 hos  Wayback Machine

| Portal | Portal:Færøerne |